# Zespół Szkół nr 39 w Warszawie
Zespół Szkół nr 39 im. prof. Edmunda Jankowskiego – szkoła ogrodnicza w Warszawie, działająca od 1934 roku, kształcąca w zawodzie technik ogrodnik. Znajduje się w dzielnicy Mokotów, przy ul. Bełskiej 1/3.

## W skład szkoły wchodzą
- Technikum Ogrodnicze – kształci w zawodach: technik ogrodnik, technik ochrony środowiska, technik architektury krajobrazu, technik weterynarii.

## Historia szkoły
- 1934 – Publiczna Doszkalająca Średnia Szkoła dla Młodzieży Pracującej, Warszawa, ul. Chłodna 9/11.
- 1939 – We wrześniu w czasie bombardowania Warszawy przez wojska hitlerowskie budynek szkoły i cała dokumentacja spłonęły.
- 1939–1945 – trwa okupacja niemiecka uczniowie kontynuują naukę w ramach tajnych kompletów.
- 1940 – Okupant nadaje szkole nazwę: Obowiązkowa Szkoła Zawodowa nr 7.
- 1947 – Wydział Oświaty m. st. Warszawy nadaje szkole nazwę: Publiczna Średnia Szkoła Zawodowa nr 4 w Warszawie, ul. Polna 46a.
- 6 listopada 1946 – pierwsze po wojnie posiedzenie Rady Pedagogicznej.
- 1 września 1948 – Szkoła przenosi się do budynku Liceum Ogólnokształcącego im. K. Hoffmanowej przy ul. Emilii Plater 29. Szkoła otrzymuje teren przy ul. Bełskiej o powierzchni 20 ha – obecnie teren szkoły wynosi około 4 ha.
- 1952 – Ministerstwo Gospodarki Komunalnej nadaje Szkole nazwę: Zasadnicza Szkoła Terenów Zieleni.
- 1962 – powstaje pięcioletnie Technikum Zieleni.
- 1963 – Przy Technikum Terenów Zieleni powstaje: Wydział dla pracujących Technikum Ogrodniczego.
- 1964 – Szkoły przenoszą się na Pragę do tymczasowej siedziby przy ul. Borzymowskiej 34/36.
- 1969 – Akt erekcyjny pod nowy gmach szkoły przy ul. Bełskiej 1/3.
- 1964 – Uczniowie rozpoczynają naukę w nowym roku szkolnym w kompleksie budynków przy ul. Bełskiej 1/3. Rozpoczyna również działalność trzyletnie Technikum Ogrodnicze.
- 1971 – Rozpoczęcie realizacji kombinatu szklarniowego przy ul. Bełskiej pod kierunkiem mgr inż. A. Siwca z gronem nauczycieli (W. Chudzikiem, A. Kaczorowskim, J. Kaniewską).
- 1974 – Rozpoczyna działalność: pięcioletnie Technikum Ogrodnicze.
- 1977 – Powstaje Zespół Szkół Ogrodniczych.
- 1979 – W skład Zespołu Szkół Ogrodniczych w Warszawie zostaje włączona Zasadnicza Szkoła Ogrodnicza nr 2 z dotychczasową siedzibą w Raszynie.
- 1985 – Zespołowi Szkół Ogrodniczych zostaje nadane imię prof. Edmunda Jankowskiego.
- 1998 – W budynku Szkoły rozpoczyna działalność jako samodzielna szkoła CXVI Liceum Ogólnokształcące w Warszawie.
- 2002 – powstaje Zespół Szkół nr 39 im. prof. Edmunda Jankowskiego w Warszawie.

## Dyrektorzy szkoły
- 1934–1948 – inż. Jan Jankowski
- 1948–1971 – mgr inż. Tadeusz Stasiak
- 1971–1972 – mgr Jan Garbala
- 1972–1982 – mgr Zenon Janda
- 1982–1984 – mgr inż Anna Duda
- 1984–1985 – mgr Albert Bonifaciuk
- 1985–1989 – mgr Zdzisław Pośnik
- 1989–2002 – mgr Jerzy Matuszewski
- 2002–2015 – mgr Anna Bernaciak
- od 2015 – mgr Dorota Nasierowska

## Absolwenci (m.in.)
- Adam Piechowicz
- Wiesław Szulc
- Włodzimierz Wałęza